# Jacques Charlier (miniaturiste)
Pour les articles homonymes, voir Charlier.
Ne doit pas être confondu avec Jacques Charlier.
Jacques Charlier est un peintre miniaturiste français, né en 1706 et mort en 1790.

## Biographie
(janvier 2018).
Peu d'études sont encore consacrées à cet artiste qui fut peintre en miniature de Louis XV à partir de 1753 et l'un des meilleurs miniaturistes de son temps. À ce titre, il reçut des commandes de Louis XV et de Madame de Pompadour et fut aussi le protégé de Caylus et du prince de Conti. Élève de François  Boucher, il ne fut pas académicien et signait rarement ses œuvres. Il a réalisé de nombreuses miniatures sur ivoire d'après les œuvres de son maître ainsi que des pastels. Il s'agit principalement de scène mythologiques, de scènes galantes ou érotiques ainsi que de portraits.
Selon le critique d'art du XIXe siècle Paul Mantz, « Jacques Charlier, que les biographies passent sous silence, apparaît dès 1752 dans la correspondance de Natoire avec Antoine Duchesne ; nous savons en outre, par le catalogue d'une vente qu’il fit faire de ses ouvrages en 1779, qu’il vivait encore à cette époque ; enfin les anciens almanachs le citent comme possesseur d’un cabinet où il avait réuni des tableaux de maîtres et des objets d’art. Ses miniatures ne sont ni signées ni datées ; fort recherchées au dix-huitième siècle (on les voit figurer dans les cabinets du prince de Conti, de Caylus, du joaillier Jacqmin), elles ont conservé leur valeur ; la galerie Bebruge-Duménil en possédait quelques échantillons. Un amateur que nous avons déjà cité et que nous aurons occasion de citer encore, M. Théodore Dablin, en a réuni une collection aussi charmante que précieuse. Charlier est un disciple attardé de François Lemoine, dont il s’est d’ailleurs quelquefois inspiré et dont il a notamment reproduit la Baigneuse. Ami particulier de Natoire, qui, dans ses lettres écrites de Rome, demande à chaque instant de ses nouvelles, Charlier était aussi au premier rang parmi les imitateurs de Boucher ; je dirais volontiers, si je voulais le caractériser d’un mot, qu’il est le Boucher de la miniature. Il lui emprunte d’ordinaire ses sujets et ses types; souvent même il se borne à le copier en le diminuant. Vénus couchant l'Amour sur un lit de roses, le Triomphe d'Amphytrite, les Bacchantes endormies, une Nymphe étendue au bord d’un ruisseau, tels sont les motifs favoris de Charlier, tel est le thème éternel où s'exerce sa gracieuse fantaisie. Infatigable travailleur, il paraît avoir beaucoup produit. En 1778 il fait annoncer à deux reprises dans le Mercure qu’il va mettre en vente une fois quatre-vingt-dix, une autre fois cent miniatures ; la vente fut en effet tentée l'année d’après, mais comme le zèle des acquéreurs ne répondit pas à ses espérances, l’artiste ne laissa guère vendre que quelques morceaux peu importants‘. Faut-il croire que le goût commençait à changer et que déjà l’on faisait moins de cas des imitations de Boucher ? ».

## Collections publiques
Miniatures, sauf mention contraire.
- Paris, département des arts graphiques du musée du Louvre[6] :
  - Bacchante endormie ;
  - Jeune femme assise dans un paysage, jouant de la vielle ;
  - L'autel de l'Amitié ;
  - La baigneuse ;
  - La jeune femme au chat ;
  - Le sommeil de Vénus ;
  - Les Bacchantes endormies ;
  - Portrait de Camargo ;
  - Vénus et l'Amour caressant une colombe ;
  - Vénus et l'Amour endormis ;
  - Vénus sortant du bain ;
  - Hercule aux pieds d'Omphale, d'après François Boucher.
- Rouen, musée des beaux-arts[6] : l'Automne, peinture.
- Londres, The Wallace Collection[7] :
  - Diane et nymphe au bain ;
  - Trois femmes au bain ;
  - Vénus et Cupidon dans les nuages ;
  - Pan et syrinx, d'après Boucher ;
  - Vénus avec deux compagnons et putti dans les nuages ;
  - Jupiter et Antoine ;
  - La muse Clio ;
  - Amour offrant la pomme à Vénus, d'après Boucher ;
  - La naissance de Vénus, d'après Boucher ;
  - Le Jugement de Paris, d'après Boucher ;
  - La toilette de Vénus, attribution, d'après Boucher ;
  - La naissance de Vénus, attribution, d'après Boucher.